# Czajki-Błoto
Czajki-Błoto (dodatkowa nazwa w j. kaszub. Czôjczé Błoto) – osada w Polsce położona w województwie pomorskim, w powiecie kościerskim, w gminie Lipusz.
Do końca 2015 roku stanowiła część wsi Tuszkowy.